# Ilona Fekete
Ilona Fekete, coniugata Molnárné (1926), è un'ex cestista, ex velocista, ex mezzofondista ed ex saltatrice in lungo ungherese.
È sorella di Margit Fekete.

## Carriera
Con l'Ungheria ha disputato tre edizioni dei Campionati europei (1950, 1952, 1954).